# Ленин-Джол (Ошская область)
Ленин-Джол (кирг. Ленин-Жол) — село в Алайском районе Ошской области Кыргызстана. Входит в состав Джошолунского айылного аймака.

## География
Село расположено в южной части области, на правом берегу реки Джошолу (правый приток реки Куршаб), на расстоянии приблизительно 8 километров (по прямой) к северо-востоку от села Гульча, административного центра района. Абсолютная высота — 1760 метров над уровнем моря.

## Население
Согласно оценочным данным Национального статистического комитета Кыргызской Республики, численность населения села на начало 2023 года составляла 1117 человек.
| год     | 2009 | 2014 | 2015 | 2020 | 2021 | 2023 |
| ------- | ---- | ---- | ---- | ---- | ---- | ---- |
| человек | 844  | 1015 | 1016 | 1116 | 1122 | 1117 |